# A’ Mhaighdean
Der A’ Mhaighdean (Die Jungfrau auf Gälisch) ist ein 967 m (3.173 ft) hoher Berg in Schottland. Er liegt in Wester Ross in der Council Area Highland östlich des Fionn Loch sowie nördlich des Lochan Fada und des Slioch im Fisherfield Forest und zählt zu den Munros. 
Überwiegend besteht der A’ Mhaighdean aus Gneis, lediglich der nordwestliche Teil des Gipfelaufbaus besteht aus torridonischem Sandstein. Nach Westen und Norden fällt der Gipfel mit einer steilen Felswand zum Fionn Loch und dessen als Loch Dubh bezeichneter östlichsten Bucht sowie zum direkt unterhalb des Gipfels liegenden Gorm Loch Mor ab. Über den Nordwestgrat führt der Zustieg aus Richtung Poolewe. Nach Osten schließt sich über einen 750 m hohen Sattel der benachbarte Ruadh Stac Mòr, mit 918 m (3.012 ft) ebenfalls ein Munro, an. Lediglich nach Südosten läuft der A’ Mhaighdean über flachere Grashänge aus. 

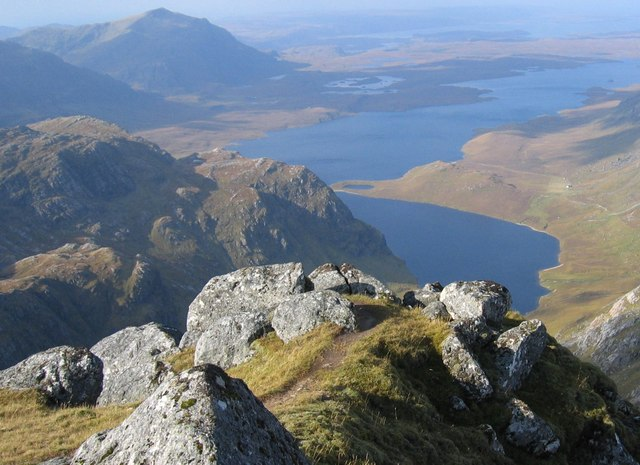
Blick vom Gipfel nach Westen auf Loch Dubh und Fionn Loch
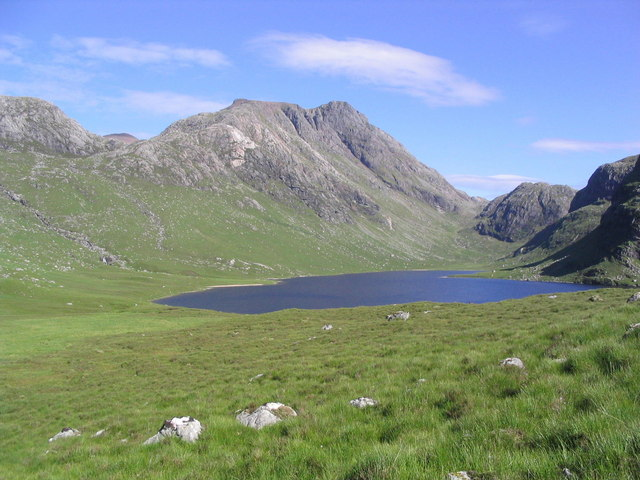
Der A’ Mhaighdean von Westen, im Vordergrund Dubh Loch
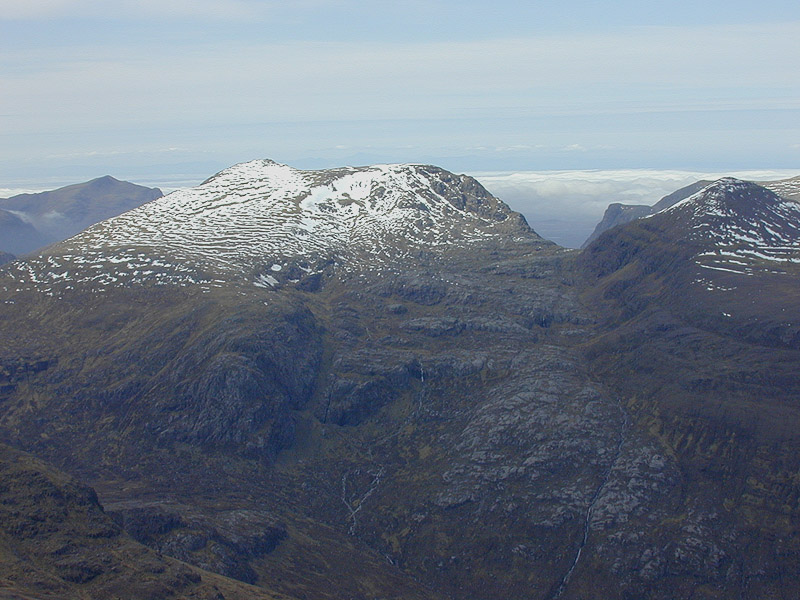
Blick vom östlich benachbarten Mullach Coire Mhic Fhearchair zum A’ Mhaighdean, rechts der Ruadh Stac Mòr
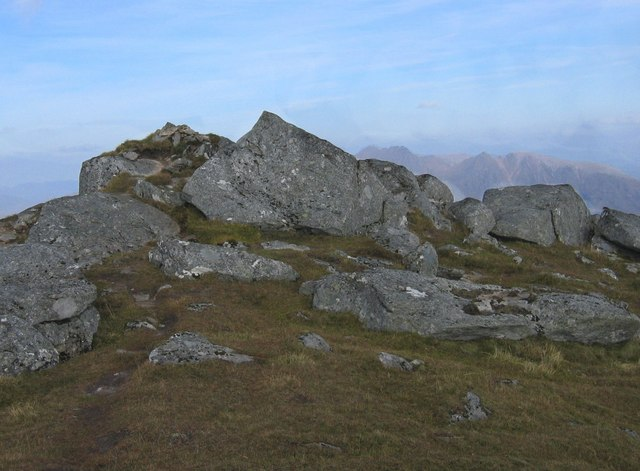
Der Gipfel des A’ Mhaighdean

Der A’ Mhaighdean gilt als einer der entlegensten und am schwierigsten zu erreichenden Munros von ganz Schottland; er ist nur über lange Wanderungen zu erreichen. Sowohl von Kinlochewe im Süden als auch Poolewe im Nordwesten beträgt die Entfernung vom Ende der letzten öffentlichen Straße weit über 20 Kilometer. Munro-Bagger besteigen ihn in der Regel gemeinsam mit dem benachbarten Ruadh Stac Mòr, als Ausgangspunkt und Übernachtungsmöglichkeit wird meist die einige Kilometer nördlich liegende Bothy Shenavall genutzt, die über etwa acht Kilometer Fußmarsch von einem Parkplatz an der A832 bei Dundonnell House erreichbar ist. Die Aussicht von dem inmitten der Letterewe Wilderness gelegenen Gipfel des A’ Mhaighdean wird als eine der schönsten Schottlands bewertet.